# Cymbidium kanran
Cymbidium kanran är en orkidéart som beskrevs av Tomitaro Makino. Cymbidium kanran ingår i släktet Cymbidium, och familjen orkidéer. Inga underarter finns listade i Catalogue of Life.

## Bildgalleri

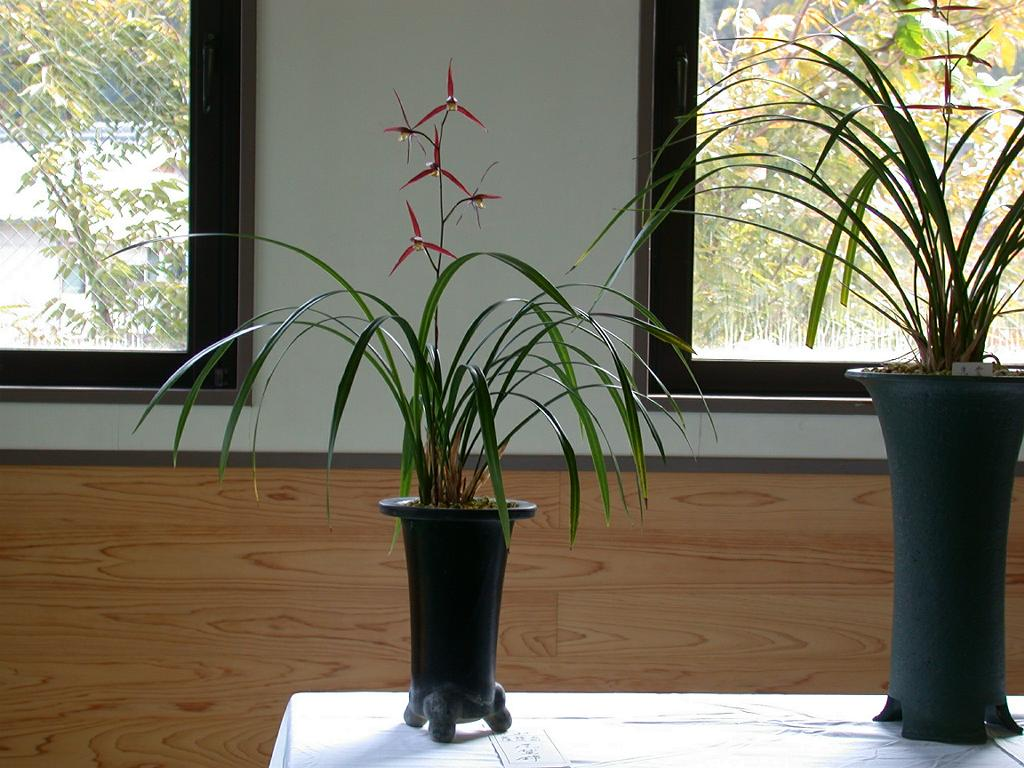
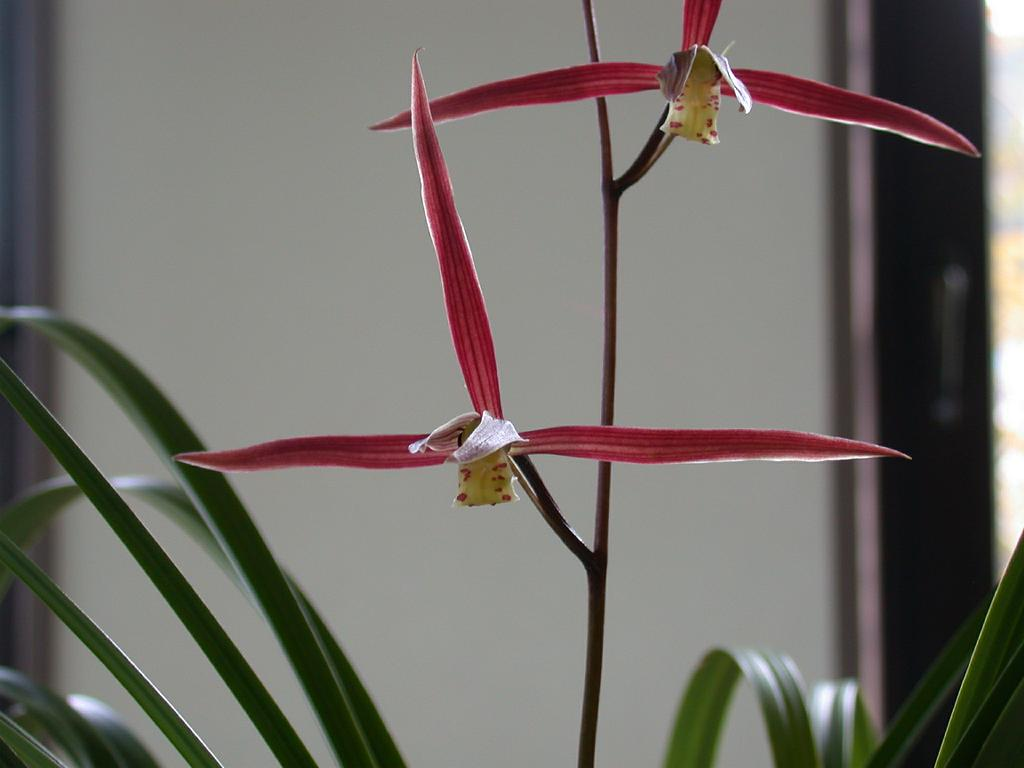
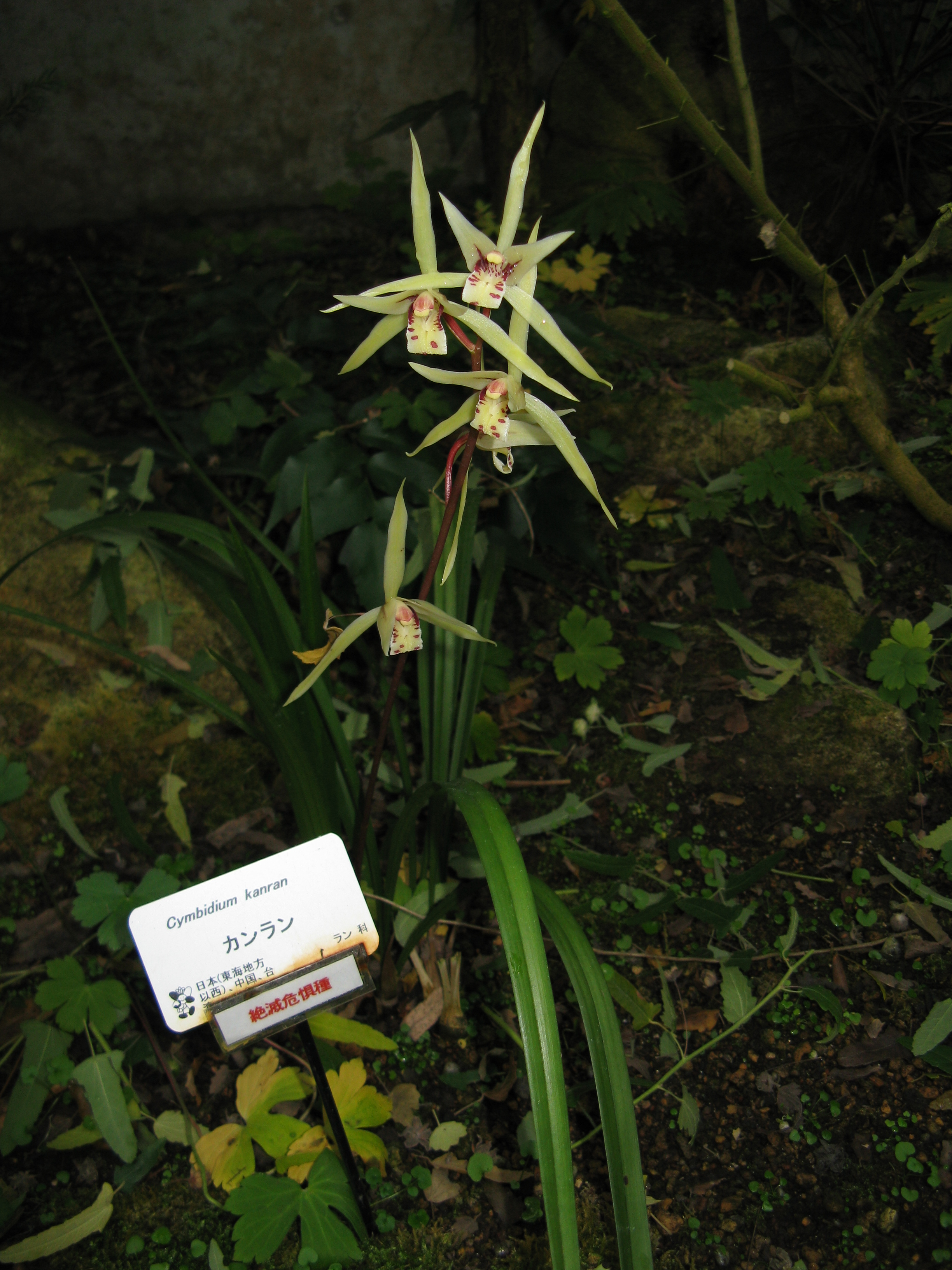
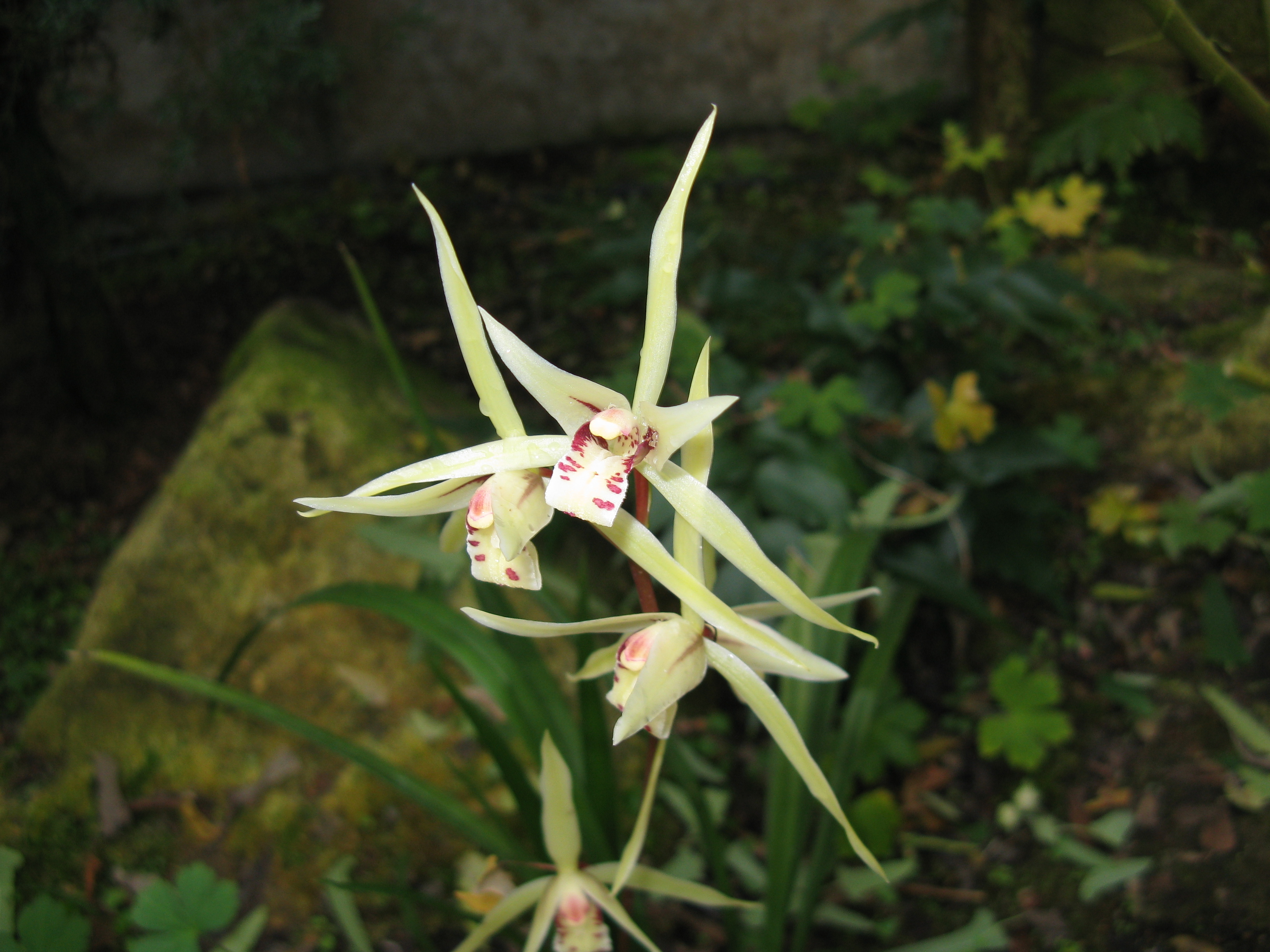